# Alfred (Schiff, 2019)
Die Alfred ist eine Fähre der schottischen Reederei Pentland Ferries.

## Geschichte
Die als Katamaran konzipierte Fähre wurde unter der Baunummer H765 auf der Werft von Strategic Marine in Vung Tao, Vietnam, gebaut. Bestellt worden war der Neubau im März 2017. Die Kiellegung fand am 24. April 2017, der Stapellauf am 22. Februar 2019 statt. Die Fertigstellung des Schiffes erfolgte am 7. August 2019. Von Ende August bis Anfang Oktober befand sich die Fähre auf der rund 5500 Seemeilen langen Überführungsfahrt von der Bauwerft nach Schottland.
Entworfen wurde das Schiff von BMT Nigel Gee in Southampton (Projektnummer NG1052). Benannt ist die Fähre nach Alfred Banks, Vater des Geschäftsführers von Pentland Ferries. Taufpatin des Schiffs war die Schwiegertochter der Firmeninhaber. Die Baukosten beliefen sich auf £ 14 Mio.
Die Fähre wurde am 1. November 2019 auf der Strecke über den Pentland Firth zwischen Gills Bay auf dem schottischen Festland und St Margaret’s Hope auf der Orkneyinsel South Ronaldsay in Dienst gestellt. Sie ersetzte dort die Pentalina.
Im März 2020 wurde die Fähre mit dem erstmals vergebenen „Ship of the Year“-Award der Zeitschrift Cruise and Ferry Review in der Rubrik „Fähre“ ausgezeichnet.

## Technische Daten und Ausstattung
Die Fähre wird von vier Yanmar-Dieselmotoren des Typs 6EY17W mit jeweils 749 kW Leistung angetrieben. Die Motoren wirken über Untersetzungsgetriebe auf vier Propeller. Die Reisegeschwindigkeit der Fähre beträgt 16 Knoten. Das Schiff ist mit vier Bugstrahlrudern ausgestattet.
Der Treibstoffverbrauch der Antriebsmotoren wird als relativ gering beschrieben. Während der nächtlichen Liegezeiten im Hafen wird die Fähre mit Landstrom versorgt. Hierfür unterhält die Reederei eine eigene Windkraftanlage, die tagsüber das Bürogebäude und das Fährterminal mit Strom versorgt.
Das Schiff ist mit einem über eine Heckrampe zugänglichen Fahrzeugdeck ausgestattet. Das Fahrzeugdeck ist nach oben zu einem großen Teil offen. Auf beiden Seiten ist ein Teil des Fahrzeugdecks von den Decksaufbauten überbaut. Hier sind Aufenthaltsräume für die Passagiere untergebracht. Darüber befinden sich jeweils offene Decks mit Sitzgelegenheiten. Im vorderen Bereich ist das Fahrzeugdeck auf Höhe der Sonnendecks auf der gesamten Breite mit Decksaufbauten überbaut, in denen sich weitere Aufenthaltsräume für Passagiere befinden. Neben Bereichen mit Sitzgelegenheiten für die Passagiere steht den Passagieren auch ein Selbstbedienungsrestaurant zur Verfügung.
Im vorderen Bereich der Decksaufbauten ist die geschlossene Brücke untergebracht. Zur Verbesserung der Übersicht gehen die Nocken etwas über die Schiffsbreite hinaus.
Die Fähre ist für 430 Passagiere zugelassen. Die Fahrzeugkapazität der Fähre ist mit 98 Pkw bzw. 54 Pkw und 12 Lkw oder Bussen angegeben.
Der Schiffsrumpf besteht aus Stahl, die Aufbauten aus Aluminium.